# S 다이어리
S 다이어리는 2004년 공개된 대한민국의 코미디 영화이다.

## 배역
- 김선아 : 지니 역
- 이현우 : 구현 역
- 김수로 : 정석 역
- 공유 : 유인 역
- 나문희 : 나여사 역
- 김미경 : 유인모 역
- 김광일 : 호우 역
- 정이민 : 호우애인 역
- 우상민 : 이모1 역
- 김선화 : 이모2 역
- 홍윤희 : 이모3 역
- 김영임 : 과대표 역
- 황현인 : 소영 역
- 이하나 : 디자이너 역
- 오주은 : 승미 역
- 최윤영 : 채령1 역
- 임재연 : 채령2 역
- 김대훈 : 유인친구1 역
- 장정훈 : 유인친구2 역
- 신동환 : 유인친구3 역
- 최종명 : 유인친구4 역
- 최우혁 : 횡단보도아이1 역
- 이승환 : 횡단보도아이2 역
- 강정숙 : 청소아줌마 역
- 김민주 : 가슴큰수녀 역
- 최현숙 : 강아지여자 역
- 이찬호 : 청소부1 역
- 서상우 : 청소부2 역
- 정예원 : 꼬시는여자 역
- 바루 : 길쭉이 역
- 이철호 : 마을버스남자 역
- 최철수 : 극장연인1 역
- 안현주 : 극장연인1 역
- 이충신 : 극장연인2 역
- 최진영 : 극장연인2 역
- 장혁 : 임찬 역 (특별출연)
- 이하늘 : 손씻는 남 역 (우정출연)
- 전재형 : 담배남 역 (우정출연)
- 안선영 : 지영 역 (우정출연)